# Irmãs Elhers
As Irmãs Elhers é o nome pelo qual Adriana Elhers (Vera Cruz, 1894 - Guadalajara, 1972) e Dolores Elhers (Vera Cruz, 1896 - Guadalajara, 13 de fevereiro de 1983) ficaram conhecidas. Ambas se dedicaram, entre outras atividades, ao cinema do México, onde são consideradas pioneiras. Trabalharam juntas e se destacaram por criar o primeiro laboratório cinematográfico do governo mexicano.

## Biografia
Cresceram no porto de Vera Cruz na casa de sua mãe viúva e uma madrinha. Apoiaram a Revolução Mexicana, e em sua casa realizavam-se reuniões clandestinas organizadas para libertar os presos políticos. Adriana Elhers começou a trabalhar em um estúdio fotográfico onde aprendeu como fotografar e revelar filmes. Depois, ela e a irmã, decidiram instalar uma oficina de fotografia própria. Aproveitaram a visita do então presidente Venustiano Carranza ao porto em 1915 para tirar-lhe uma foto e mostrar-lhe seu trabalho. Agradecido pela qualidade da fotografia, concedeu-lhes uma bolsa para estudar no exterior, de tal maneira que em 1916 viajaram para Boston, onde chegaram em 4 de setembro de 1916, e estudaram fotografia cinematográfica por três anos. Em Nova York, graças ao prosseguimento da bolsa do governo do México, terminaram seus estudos sobre cinema nos estudios da Universal Pictures Company.
Durante a Primeira Guerra Mundial, trabalharam para o governo dos Estados Unidos realizando filmes sobre o cumprimento dos soldados.
Ao retornarem ao México em 1919, criaram a Casa Elhers na Cidade do México, onde vendiam produtos cinematográficos da marca Nicholas Power Company (fabricante de projetores). Adriana foi eleita, por indicação do governo do México, como chefe do Departamento de Censura, e Dolores como chefe do departamento de Cinema do governo recém-estabelecido, encabeçado por Adolfo da Huerta.

## Filmografia
- Um passeio de bonde na Cidade do México, 1920
- A água potável na Cidade de México, 1920
- A indústria do petróleo, 1920
- As pirâmides de Teotihuacan, 1921
- Museu de Arqueologia, 1921
- Serviço postal na Cidade de México, 1921
- Real Espanha contra Real Madri, 1921
- Revista Elhers (noticiário)